# NL (complexité)
En informatique théorique, plus précisément en  théorie de la complexité, NL est une classe de complexité. Cette classe est aussi appelée NLogSpace[réf. nécessaire]. C'est l'ensemble des problèmes de décision qui peuvent être décidés par des machines de Turing non déterministes dont l'espace de travail est borné par une fonction logarithmique.

## Définition formelle
Si l'on appelle {\displaystyle {\mbox{NSPACE}}(t(n))}, l'ensemble des problèmes de décision qui peuvent être décidés par des machines de Turing non déterministes utilisant un espace {\displaystyle O(t(n))} pour une fonction {\displaystyle t} en la taille de l'entrée {\displaystyle n}, alors on définit {\displaystyle {\mbox{NL}}={\mbox{NSPACE}}(log(n))}.
Un problème A est NL-dur si tout problème de NL se réduit en espace logarithmique à A. Un problème est NL-complet s'il est dans NL et NL-dur.

## Exemples de problèmes NL-complets

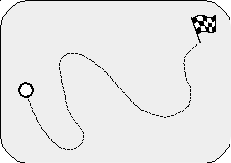
Le problème de l'accessibilité : savoir s'il y a un chemin d'une source s à un sommet destination t.

Le problème de l'accessibilité (aussi appelé s-t-accessibilité) qui consiste, étant donné un graphe orienté G, et deux sommets s et t de G, à déterminer s'il y a un chemin de s à t dans G, est NL-complet. Dans ce problème, le graphe est représenté explicitement, avec une matrice d'adjacence ou avec des listes d'adjacences.
Voici d'autres problèmes de décision NL-complets :
- 2-SAT, la restriction du problème SAT (qui est NP-complet) aux ensembles de clauses d'au plus deux littéraux.
- décider si le langage d'un automate fini non-déterministe est vide[2],[3],[4].
- décider si le langage d'un automate fini déterministe (avec un alphabet non unaire) est vide[3]. Si l'alphabet est unaire, le problème devient L-complet[3].
- décider si le langage d'un automate fini déterministe est le langage de tous les mots[3] (attention, si l'automate fini est non-déterministe, le problème devient PSPACE-complet[5]).
- décider si le langage d'un automate de Büchi est vide est NL-complet[6].

En 1976, Neil D. Jones, Y. Edmund Lien et William T. Laaser propose des démonstrations de NL-complétude pour plusieurs problèmes, à l'instar des problèmes de Karp pour la NP-complétude.

## Relations avec les autres classes

Représentations des inclusions des classes usuelles

La classe NL est une classe relativement petite parmi les classes usuelles. On a notamment NL {\displaystyle \scriptstyle \subseteq } P.
Comme pour toutes les classes, la variante non déterministe contient la version déterministe, c'est-à-dire que L {\displaystyle \scriptstyle \subseteq }NL. Au 1er janvier 2015, l'autre sens NL {\displaystyle \scriptstyle \subseteq } L est un problème ouvert. Un autre résultat est donné par le théorème de Savitch :
Théorème de Savitch — {\displaystyle \mathbf {NL\subseteq SPACE} (\log ^{2}n)}
Un autre résultat est le théorème dû à Neil Immerman et Róbert Szelepcsényi indépendamment :
Théorème d'Immerman-Szelepcsényi —  {\displaystyle {\text{NSPACE}}(s(n))={\text{co-NSPACE}}(s(n))}, pour toute fonction {\displaystyle s(n)\geq \log n}, en particulier NL=co-NL
La classe NL est incluse dans NC, même plus précisément dans NC2. Pour le démontrer, on construit un circuit de taille polynomiale et de profondeur polylogarithmique pour le problème d'accessibilité qui est NL-complet. On montre aussi que la classe NC est stable par réduction logarithmique.

## Autres définitions

### Définition par certificat
Une définition par certificat est aussi possible, comme pour NP. Les contraintes à ajouter sont les suivantes : le vérificateur est unidirectionnel, c'est-à-dire que la tête de lecture ne peut pas revenir en arrière, et il travaille en espace logarithmique.

### Définition de complexité descriptive
En complexité descriptive, NL correspond à la logique du premier ordre avec fermeture transitive.